# Chandni Chowk
Chandni Chowk es uno de los mercados más antiguos y de mayor actividad en Delhi, India. Chandni Chowk está situado cerca de la estación de trenes de Delhi y el monumento del Fuerte Rojo está situado en el Chandni Chowk. Construido en el siglo XVII por el emperador mogol Shah Jahan de la India y diseñado por su hija Jahan Ara, el mercado fue una vez dividido por canales (ahora cerrados) para reflejar luz de la luna, y sigue siendo uno de los mayores mercados al por mayor de la India.

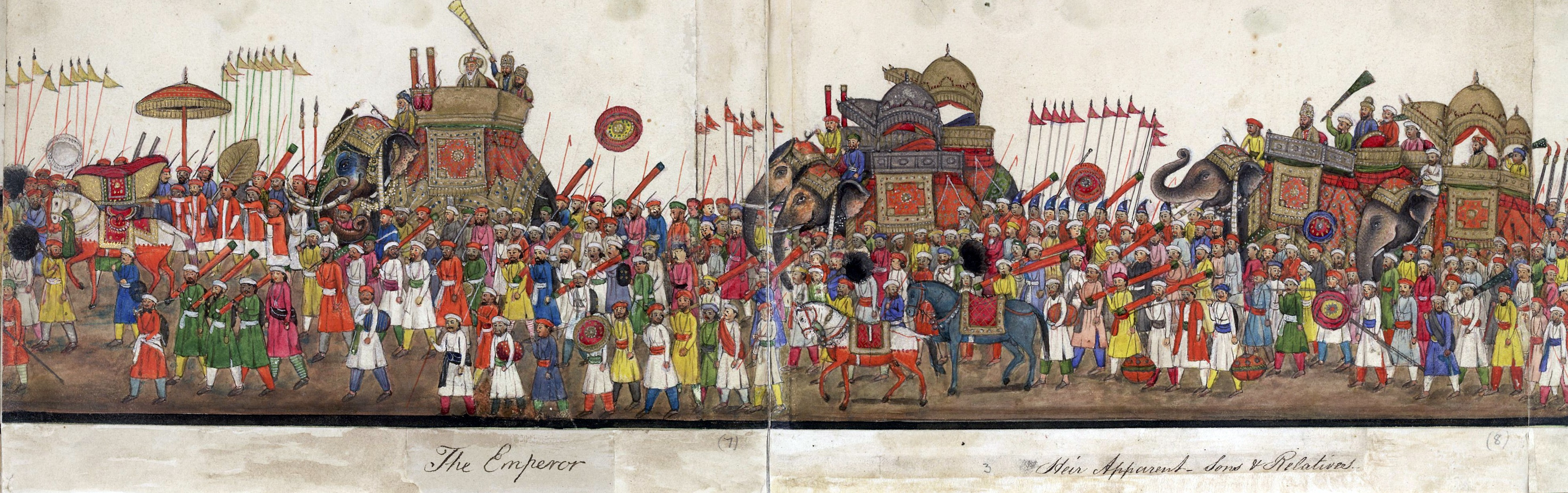
Procesión del Emperador Bahadur Shah II en Chandni Chowk en 1843

## Historia
La historia de Chandni Chowk se remonta a la fundación de la ciudad de Shahjahanabad, cuando el emperador mogol Shah Jahan estableció el Fuerte Rojo, a orillas del río Yamuna.
Chandni Chowk, o la Plaza de la Luz de la luna, fue diseñado y establecido por la Princesa Jahanara, hija predilecta de Shah Jahan, en 1650. El bazar, que tenía la forma de un cuadrado, adquirió aún más la elegancia por la presencia de una piscina en el centro del complejo. En particular, la piscina brillaba bajo la luna, una característica que fue tal vez la responsable del nombre del mercado. Las tiendas del complejo fueron construidas originalmente en un patrón en forma de media luna. El bazar se desarrolló en la época de Shah Jahan, que era famoso por sus comerciantes de plata. 
La piscina del mercado fue sustituida por una torre del reloj (Ghantaghar) que existió hasta los años 50. La céntrica ubicación de Chandni Chowk todavía se conoce como Ghantaghar.
Chandni Chowk fue una vez el más grande de los mercados de la India. De hecho, las procesiones imperiales Mughal pasaban a través de Chandni Chowk. 
Chandni Chowk discurre por el centro de la ciudad amurallada, de la Puerta de Lahori del Fuerte Rojo hasta Fatehpuri Masjid. Originalmente, un canal discurría por el medio de la calle como parte del esquema de suministro de agua. Estaba dividido inicialmente en tres secciones:
- Desde Lahori Gate hasta Chowk Kotwali (cerca de Gurdwara Shish Ganj): Esta sección más cercana a la residencia imperial fue llamado Urdu Bazar, es decir, el mercado de campamento. El idioma Urdu debe su nombre a este campamento.
- Desde Chowk Kotwali a Chandni Chowk: El término Chandni Chowk se refería originalmente a la plaza que tenía un espejo de agua. Fue sustituido por un reloj-torre (Ghantaghar) que fue dañado y demolido en la década de 1950. En esta sección se llamaba originalmente Johri Bazar.
- Desde Chandni Chowk" hasta Fatehpuri Masjid.

A pesar de que hoy Chandni Chowk aparece ahogado por la congestión, conserva su carácter histórico. Los siguientes términos se utilizan generalmente para describir sus edificios y calles:
- Haveli: una mansión. Un haveli normal tendría un gran patio (atrio), rodeado por los cuatro lados por habitaciones amplias y con frecuencia otro patio amurallado alrededor del exterior.
- Kucha: una zona con casas cuyos propietarios comparten algún atributo común, por lo general su ocupación.
- Katra: se refiere a un ala separada de comerciantes y artesanos que pertenecen a un mismo oficio. Por lo general, vivían y trabajaban juntos.

## Galería

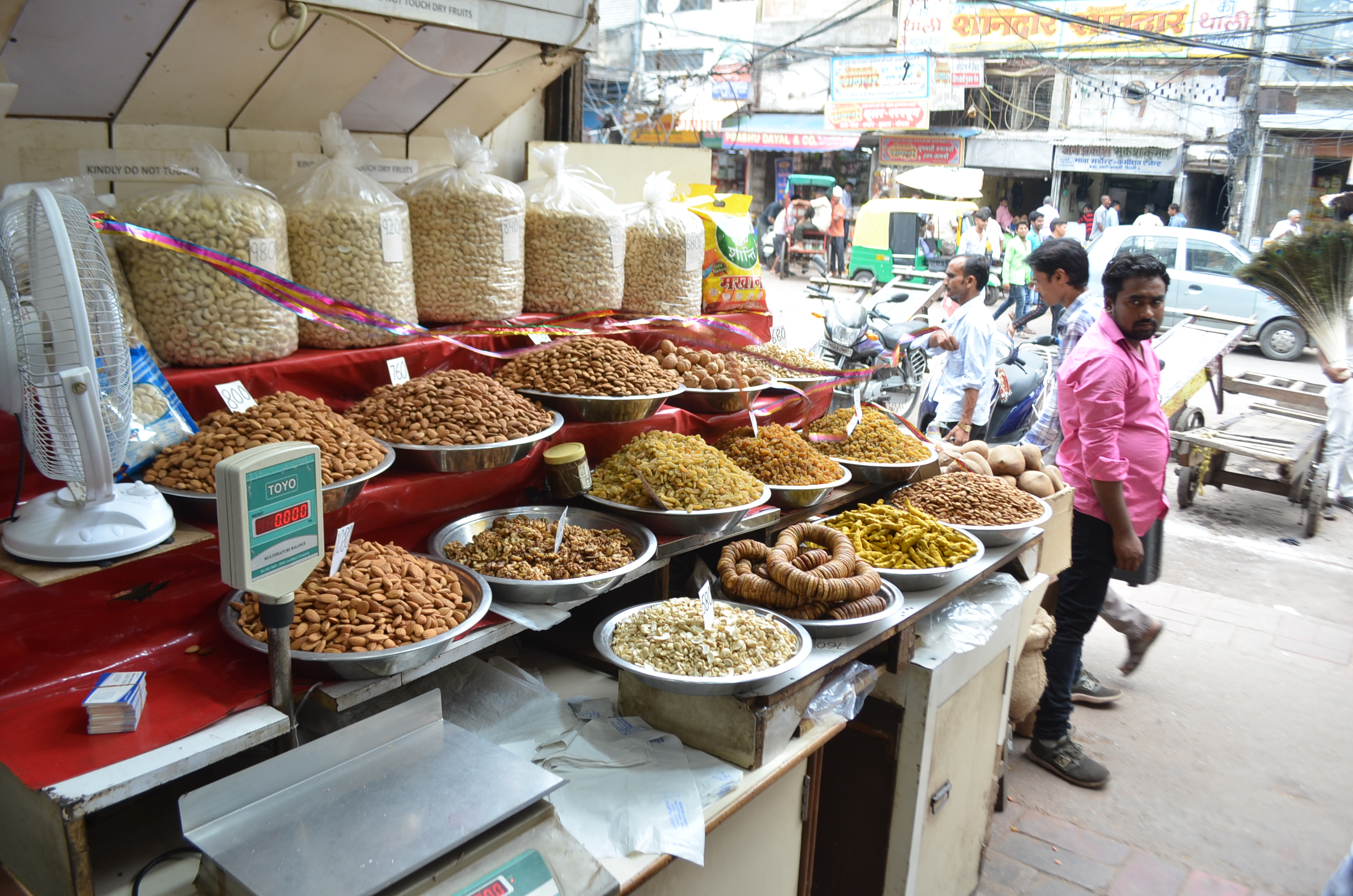
Comercio de especias en Chandni Chowk
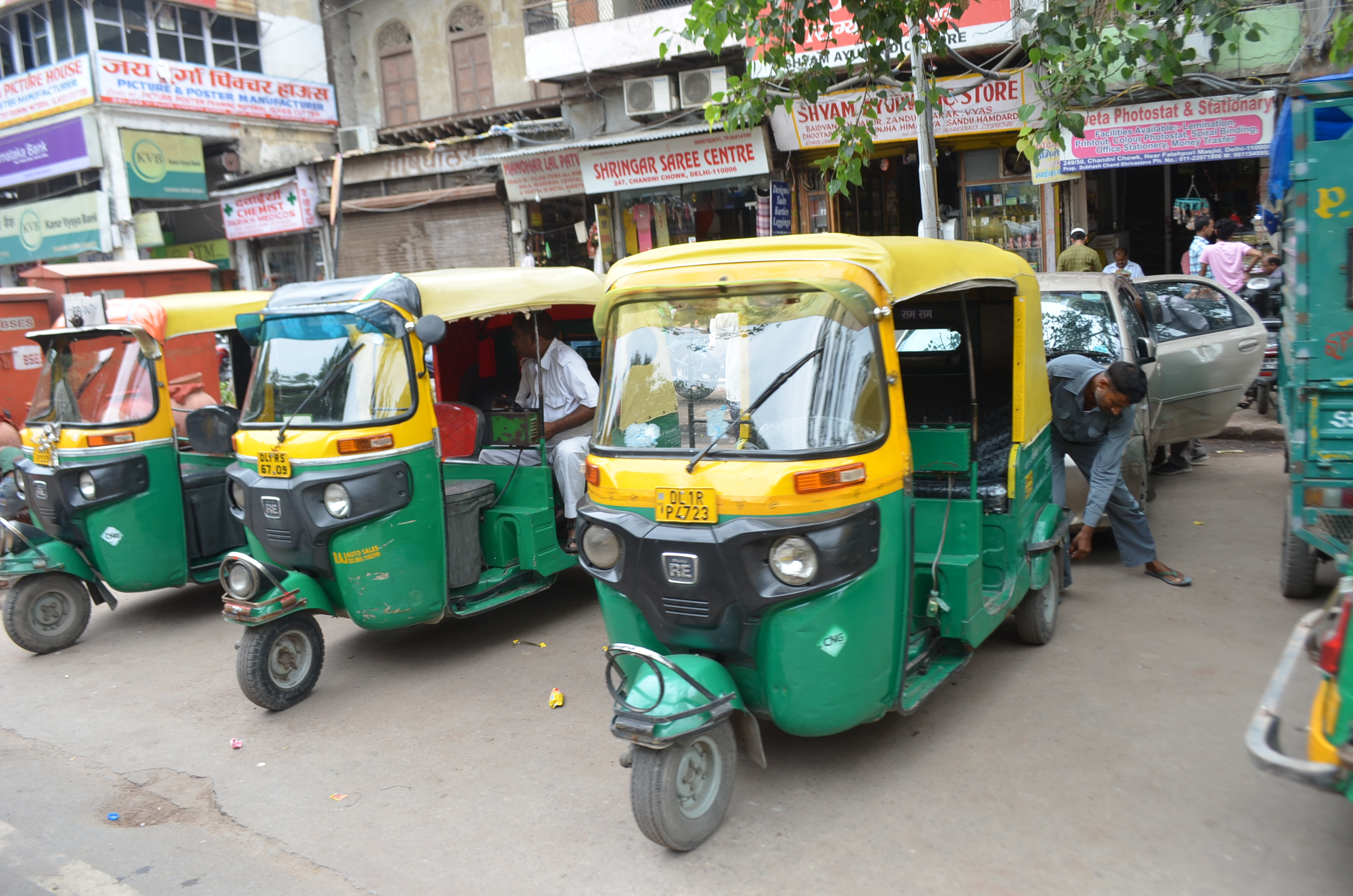
Vehículos en el mercado
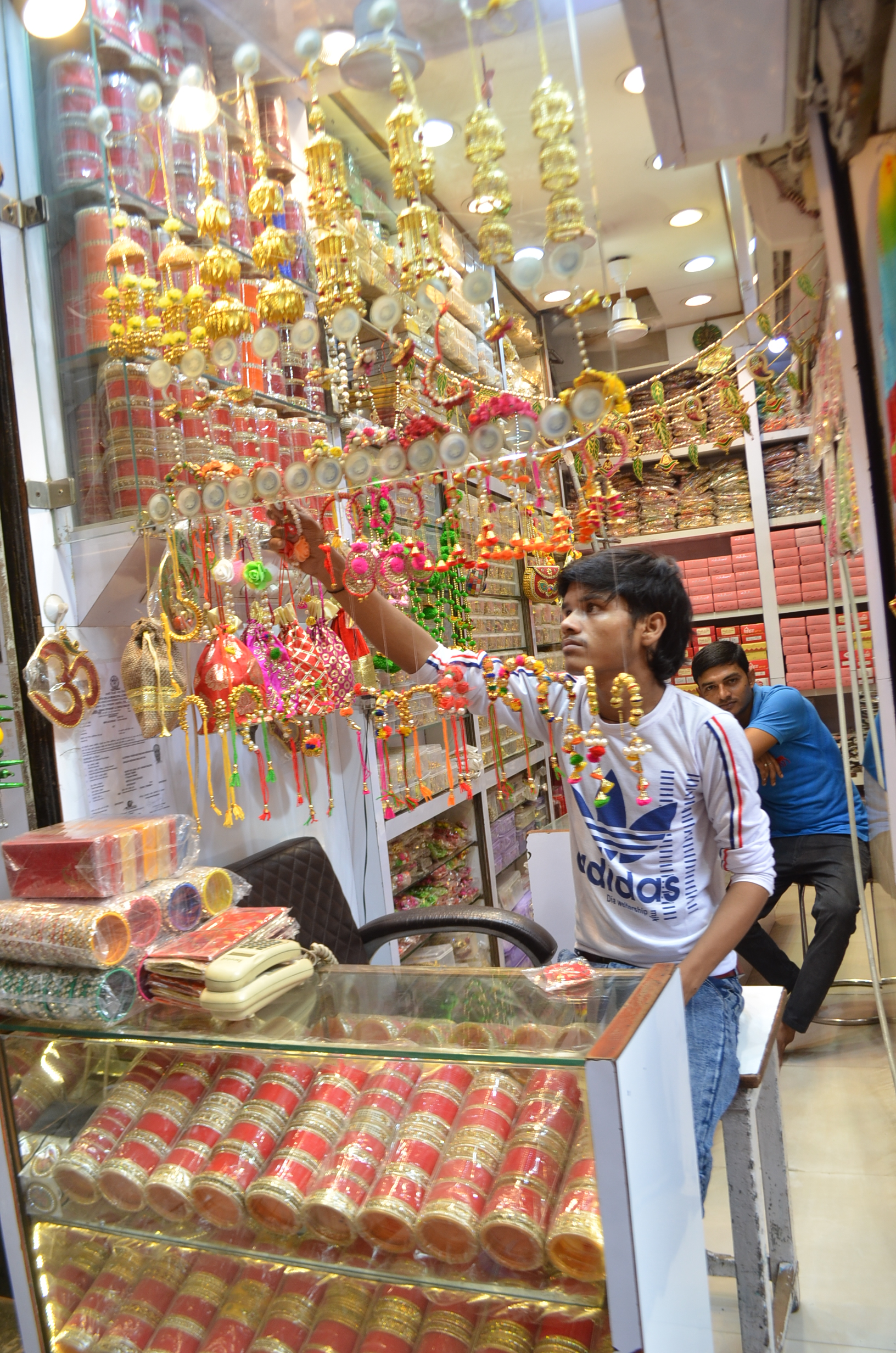
Comercio de dulces
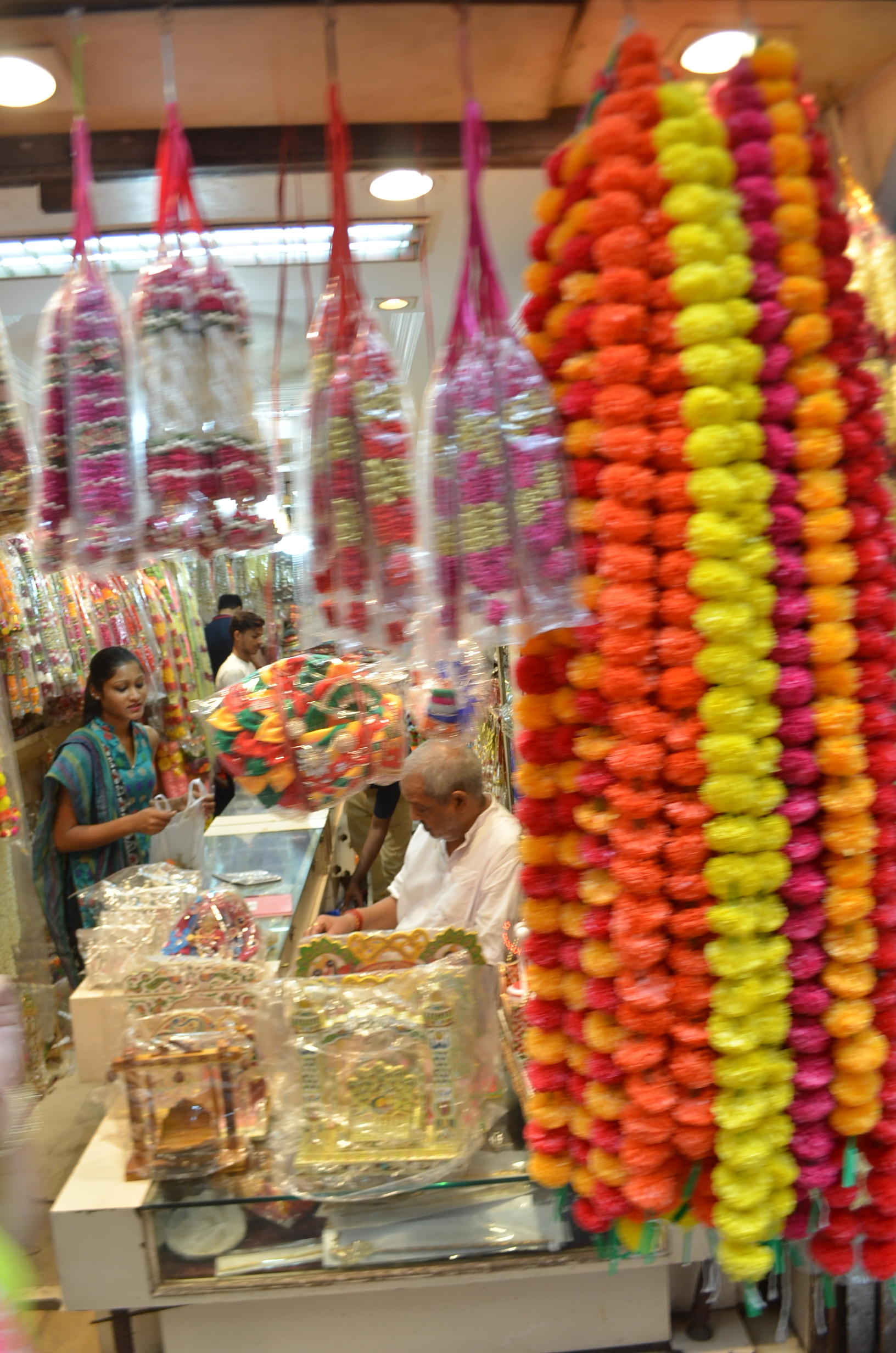
Tienda de collares de caléndulas
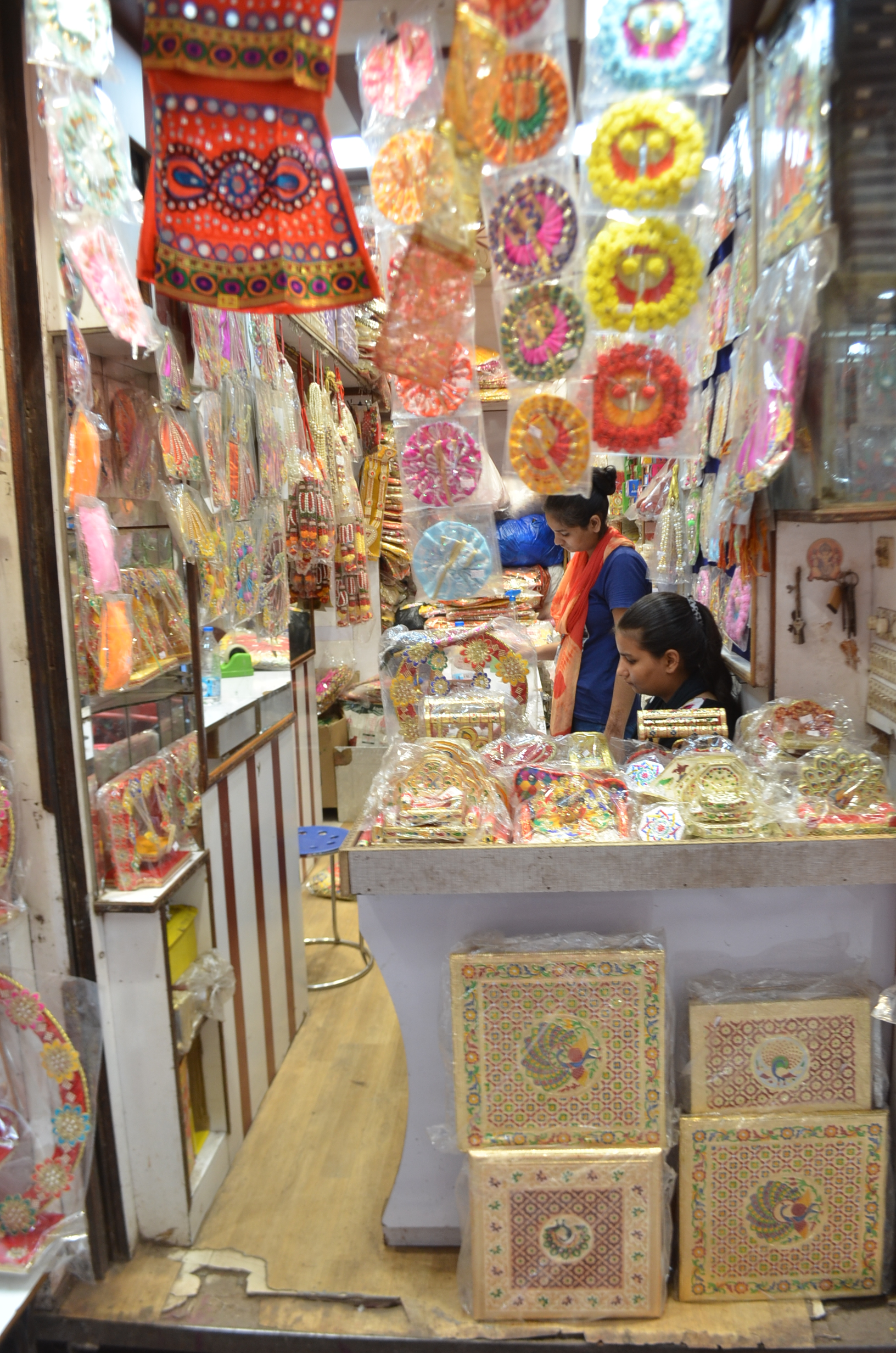
Tienda de productos textiles
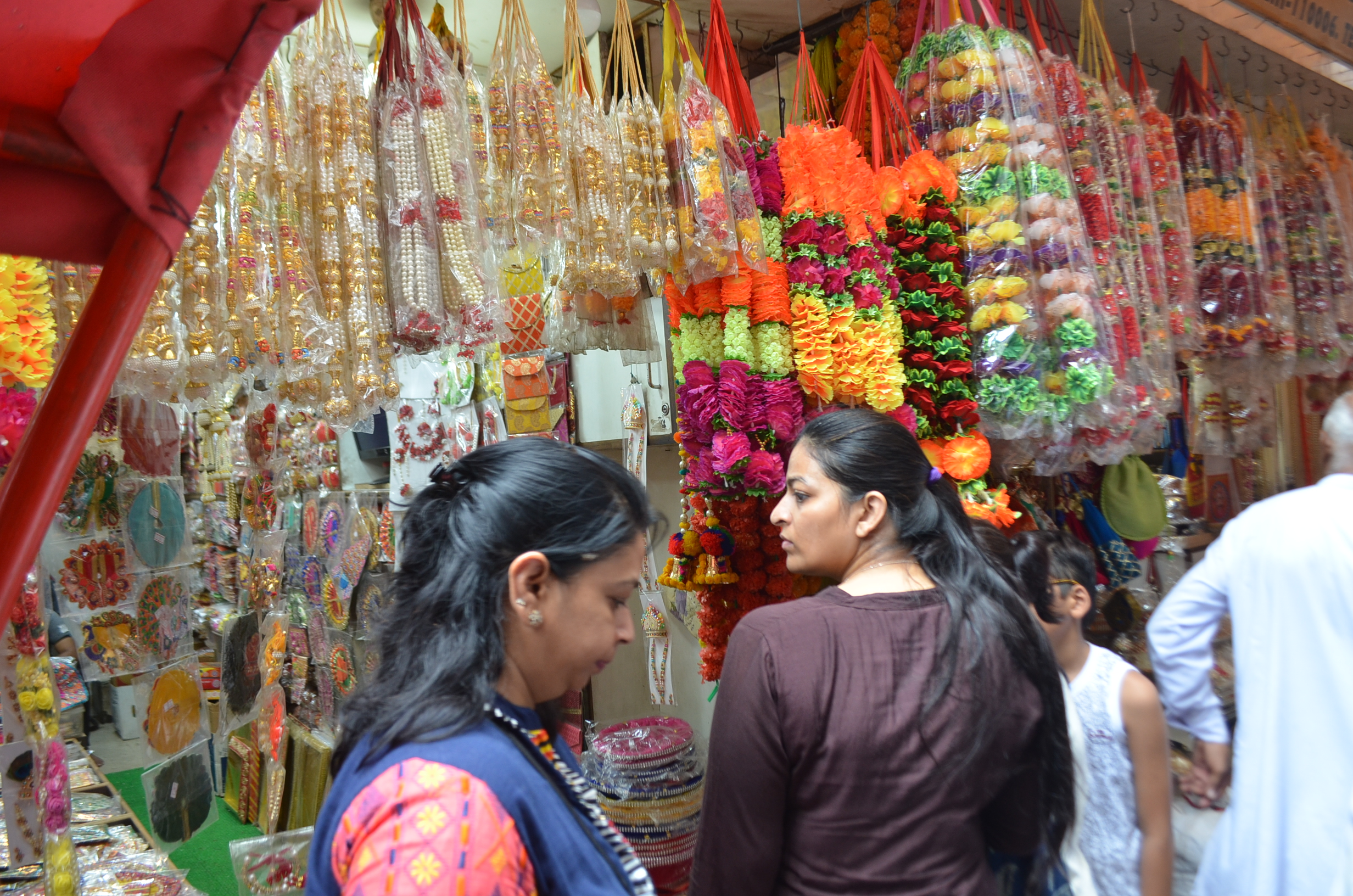
Compradoras en el mercado